# Combustible solide
Cet article court présente un sujet plus développé dans : Houille, Lignite et Bois énergie.

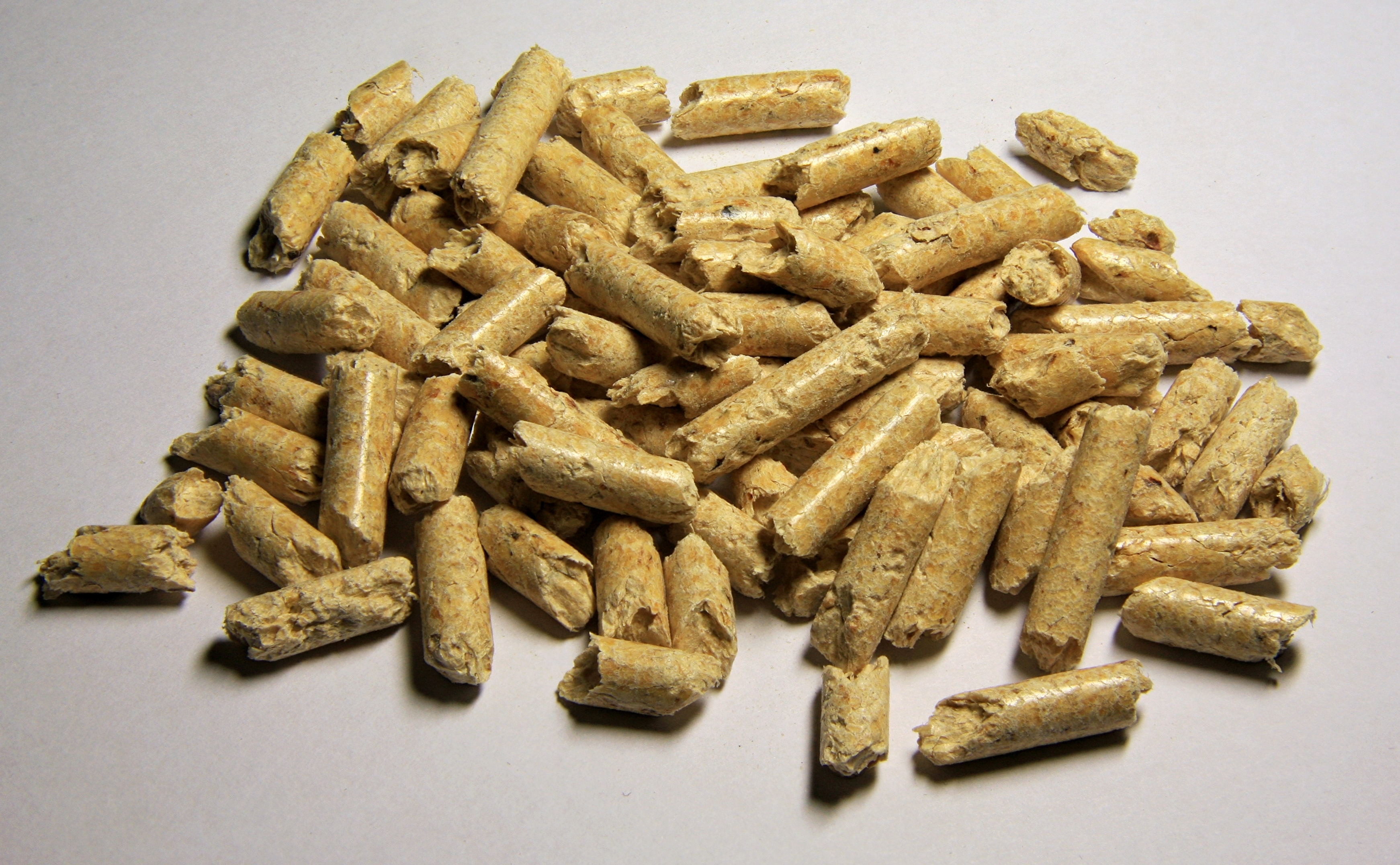
Des granulés de bois.

Un combustible solide est une matière inflammable à l'état solide qui est utilisée comme source d'énergie thermique par combustion. Les carburants solides les plus utilisés sont la houille, le lignite et le bois. D'autres carburants solides existent, dont la paille, le coke de pétrole, le combustible solide de récupération, le charbon de bois ou la bagasse.

## Description
Tous ces combustibles, y compris le bois, qui n'est renouvelables qu'au bout de dizaines d'années, et qui n'est pas le plus énergétique, dégagent par leur combustion d'importantes quantité de Co². On trouve des tablettes combusribles dès les années 30.